# Климовка (деревня, Москва)
Климовка — деревня в Троицком административном округе Москвы  (до 1 июля 2012 года в составе Подольского района Московской области). Входит в состав поселения Роговское.

## Население
Согласно Всероссийской переписи, в 2002 году в деревне проживало 6 человек (2 мужчины и 4 женщины). По данным на 2005 год в деревне проживало 2 человека.

## Расположение
Деревня Климовка расположена на правом берегу реки Чернички примерно в 41 км к юго-западу от центра города Подольска. Ближайшие населённые пункты — деревни Ильино, Круча и Рождественно.